# Pacte vert pour l'Europe
Ne doit pas être confondu avec Green New Deal ou Green Deal.

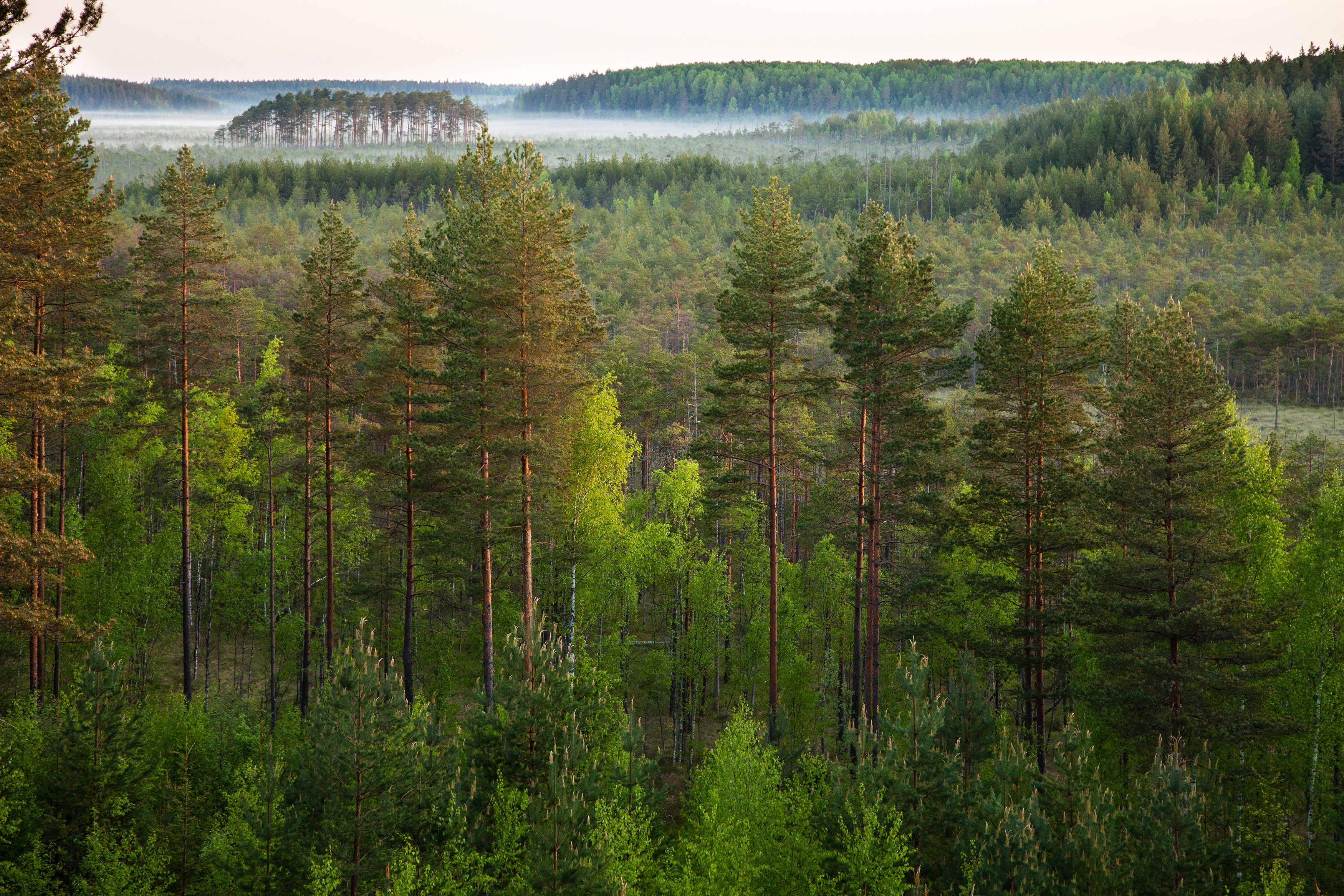
Des forêts, comme le parc naturel de Meenikunno en Estonie, seront restaurées.

Le pacte vert pour l'Europe — en anglais, European Green Deal — est un ensemble d'initiatives politiques proposées par la Commission européenne dans le but primordial de rendre l'Europe climatiquement neutre en 2050.

## Contenu et ambitions du pacte
En décembre 2019, la présidente de la Commission européenne, Ursula von der Leyen, présente un plan de réduction, d'au moins 50 % et vers 55 %, des émissions de gaz à effet de serre de l'Union européenne (UE) pour 2030 par rapport aux niveaux de 1990. Le plan consiste à réviser la législation existante sur ses mérites climatiques et d'introduire de nouvelles directives sur l'économie circulaire, la rénovation des bâtiments, la biodiversité, l'agriculture et l'innovation,.
Elle compare ce moment européen « à celui de l’homme qui marche sur la Lune » car ce plan ferait de l'Europe le premier continent climatiquement neutre. Le Conseil européen des 12 et 13 décembre 2019 décide de poursuivre le projet, avec une option de retrait de la Pologne.
Le 15 janvier 2020, la Neuvième législature du Parlement européen vote par 482 voix pour (67,6%), 136 contre (19%) et 95 abstentions (13,3%) une résolution en faveur de l'accord, avec des demandes d'ambition plus élevée,.
Par rapport au plan de relance proposé par les associations écologistes du Green New Deal aux États-Unis, le taux de décarbonation prévu de l'économie est plus faible, l'UE visant à devenir zéro net sur trois décennies au lieu de dix ans.
Le plan inclut la possibilité de taxes sur le carbone pour les pays qui ne réduiraient pas leur pollution par les gaz à effet de serre au même rythme. Il comprend également :
- un plan d'action pour l'économie circulaire ;
- un examen et une éventuelle révision de tous les instruments de politique climatique pertinents, y compris le système communautaire d'échange de quotas d'émission ;
- une stratégie de circuit court de la ferme à l'assiette avec un changement d'orientation de la conformité à la performance (qui récompensera les agriculteurs pour la gestion et le stockage du carbone dans le sol, la gestion améliorée des nutriments, la réduction des émissions, etc.) ;
- une révision de la directive sur la taxation de l'énergie qui examine de près les subventions aux combustibles fossiles et les exonérations fiscales (aviation, navigation) ;
- une stratégie de mobilité durable et intelligente et une stratégie forestière de l'UE. Celle-ci aura pour objectifs clés un boisement efficace et la préservation et la restauration des forêts en Europe.

Il s'appuie également sur le programme-cadre de recherche et d'innovation de l'Union européenne Horizon Europe, pour mobiliser les désinvestissement des énergies fossiles des investissements nationaux publics et privés. Grâce à des partenariats avec l'industrie et les États membres, il soutiendra la recherche et l'innovation sur les technologies de transport, y compris les batteries, l'hydrogène, la fabrication d'acier à faible teneur en carbone, les secteurs biosourcés circulaires et l'environnement bâti.
Ce plan vert inclut la création d'un Fonds de transition juste, d'un montant de quarante milliards au total pour la période 2021-2027. Ce fonds fait partie du Mécanisme de transition juste, en parallèle de deux autres initiatives : le programme InvestEU et des prêts facilités de la Banque européenne d'investissement. Au total, ce Mécanisme de transition juste doit permettre de lever mille milliards d'investissements publics et privés d'après la Commission.

## Chronologie

### 2019 - 2022

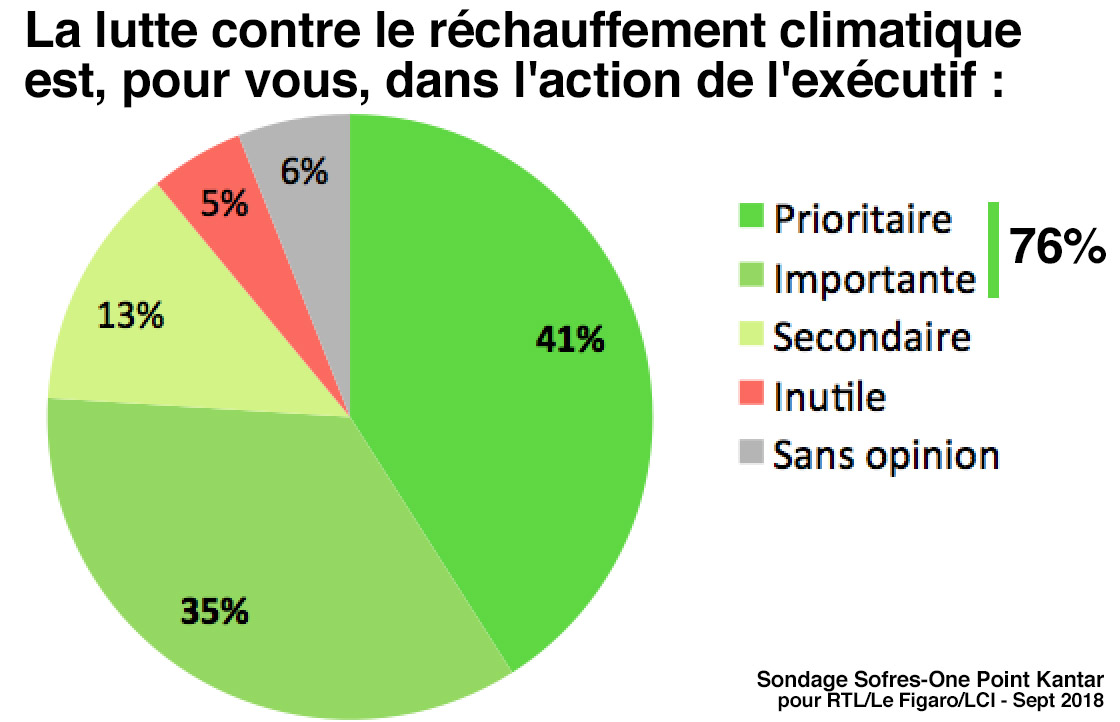
Sondage Sofres/One Point Kantar Sept 2018

Au printemps 2019, des marches pour le climat ont lieu en Europe. Cette mobilisation conduit à une « vague verte » lors des élections européennes de 2019.
Le 11 décembre 2019 le pacte vert pour l’Europe est présenté.
Le 14 janvier 2020, le plan d’investissement du pacte vert pour l’Europe et le mécanisme pour une transition juste sont présentés
Le 11 mars 2020 : présentation d'un plan d’action en faveur de l’économie circulaire
Le 20 mai 2020 : présentation de la stratégie «De la ferme à la table» visant à rendre les systèmes alimentaires plus durables, présentation de la stratégie en faveur de la biodiversité à l’horizon 2030 pour protéger les ressources naturelles fragiles
Le 8 juillet 2020 adoption des stratégies pour l’intégration du système énergétique et pour l’hydrogène pour ouvrir la voie à un secteur de l’énergie entièrement décarboné
Le 9 décembre 2020 : lancement du pacte européen pour le climat
Le 14 juillet 2021 : lancement de la mise en œuvre du pacte vert européen. La Commission européenne présente des mesures détaillées pour viser la réduction des émissions nettes de gaz à effet de serre d'au moins 55% d'ici à 2030, par rapport aux niveaux de 1990, avec l'ambition affichée d'atteindre la neutralité carbone pour l'Europe d'ici 2050. Ces mesures pour le climat sont regroupées sous le terme "Fit for 55" ou "Ajustement à l'objectif 55".
Le 29 juin 2022, les ministres de l'Environnement des vingt-sept pays s'accordent sur cinq propositions législatives visant à réduire les émissions de gaz à effet de serre, visant une réduction de 55 % des émissions de CO2 d'ici à 2030 et la neutralité carbone en 2050. Ils actent l'interdiction de la vente de voitures particulières et camionnettes neuves à moteur thermique à compter de 2035 ; un compromis proposé par l'Allemagne est adopté, prévoyant d'évaluer en 2026 si les véhicules hybrides ou fonctionnant avec des carburants neutres en CO2 pouvaient permettre d'atteindre cet objectif. Ils décident de créer un nouveau marché européen du carbone pour les fournisseurs de carburants et fioul domestique ainsi qu'un fonds de 59 millions d'euros pour protéger les citoyens à faible revenu de l'UE des coûts liés à cette mesure entre 2027 et 2032. Un accord est conclu sur les principaux éléments de la proposition de la Commission européenne visant à réduire de 61 % d'ici à 2030 les émissions des secteurs couverts par le système d'échange de quotas d'émission de CO2, ainsi que sur deux autres propositions visant à renforcer les objectifs nationaux de réduction des émissions, et à accroître les puits naturels d'absorption du carbone tels que les forêts.

### 2023
Le 5 mars 2023, le vote définitif de l'interdiction des moteurs thermiques en 2035 est reporté sine die à la suite d'une menace d'abstention de l'Allemagne, qui fait pression sur la Commission européenne pour qu'elle intègre dans la future réglementation la possibilité d'utiliser des carburants de synthèse, ce qui ouvrirait la possibilité de prolonger la vente de voitures à moteurs thermiques après la date butoir de 2035.
Le 16 mars 2023 : la Commission présente deux propositions de règlements : « Net-Zero Industry Act » et « Critical Raw Materials Act » pour stimuler ses technologies « propres » et réduire sa dépendance aux matières premières critiques.
Le 30 mars 2023, les législateurs européens (Parlement, Conseil et Commission) adoptent une directive sur le développement des énergies renouvelables pour la décennie à venir, qui relève largement les objectifs d'énergie renouvelable de 2030, de 32 % à 42,5 % de la consommation totale d'énergie, contre 22 % en 2022. A l'origine, la Commission proposait 45 %. Les partisans de l'énergie nucléaire, menés par la France, militaient pour inclure la reconnaissance de l'hydrogène bas carbone produit avec de l'électricité d'origine nucléaire. Ils obtiennent que les États membres dont la part d'hydrogène fossile consommée est de moins de 23 % en 2030 (et 20 % en 2035) ont le droit de réduire leurs obligations d'hydrogène renouvelable de 20 %. Ils auront donc moins d'obligations de fournir de l'hydrogène renouvelable et pourront utiliser le nucléaire.
Le 18 avril 2023, le Parlement européen vote quatre texte majeurs du Pacte vert : réforme du marché carbone, mécanisme carbone aux frontières, fonds social pour le climat et législation contre la déforestation importée. Les quotas carbone du marché européen des quotas d'émissions (ETS) seront réduits de 62 % d'ici 2030 par rapport à 2005, contre un objectif précédent de 43 % ; l'ETS s'étendra progressivement au secteur maritime, aux émissions des vols aériens intra-européens, et à partir de 2028 aux sites d'incinération de déchets. La création d'un second marché du carbone (ETS2) est prévue pour le chauffage des bâtiments et les carburants routiers. Les ménages paieront un prix du carbone sur le carburant et le chauffage à partir de 2027, mais avec un plafond fixé à 45 euros par tonne au moins jusqu'en 2030. Un fonds social de 86,7 milliards d'euros sera mis en place en 2026, alimenté essentiellement par les recettes de l'ETS2. Il financera des mesures temporaires de soutien direct pour faire face à l'augmentation des prix du transport routier et du chauffage, mais aussi des investissements à long terme.
Le 17 mai 2023, la France, appuyée par les pays d'Europe de l'Est, demande « un travail supplémentaire sur le texte » du projet de directive prévoyant le développement des énergies renouvelables, validé en trilogue le 30 mars ; ce texte prévoit de limiter à 23 % la part de l'hydrogène gris, produit à partir d'énergies fossiles, dans la production d'hydrogène à destination de l'industrie. La formulation de compromis adoptée en mars rend en l'état impraticable le recours à l'électricité d'origine nucléaire, selon la France et ses alliés. De plus, les industriels concernés estiment l'objectif irréaliste, à moins qu'il ne leur soit permis d'utiliser également de l'hydrogène produit avec des systèmes de captage de CO2. Le 16 juin 2023, un accord est trouvé : la Commission européenne reconnait, pour la première fois, dans une déclaration écrite, la contribution de l'énergie nucléaire pour atteindre les objectifs climatiques fixés par l'UE d'ici à 2050, et la France obtient des aménagements tenant compte des défis spécifiques de la conversion de ses usines d'ammoniac à l'hydrogène vert.
Le 26 juin 2023 un rapport de la Cour des comptes européenne émet de sérieux doutes sur la capacité de l'UE à réduire, d'ici 2030, ses émissions de gaz à effet de serre de 55 %. L'UE s'est engagée à consacrer 87 milliards € par an sur les 1 000 milliards € nécessaires à l'action pour le climat, rappelle le rapport. Le solde doit être apporté par les Vingt-Sept et les acteurs privés. La Cour doute de la possibilité d'obtenir un tel niveau de financement, en particulier du secteur privé. Elle déplore aussi que la Commission ne prenne pas en compte toutes les émissions de gaz à effet de serre de l'UE, notamment celles générées par le commerce, l'aviation et le transport maritime internationaux.
Le 11 juillet 2023 la Commission présente une série de mesures législatives destinées à « verdir » le transport de marchandises, qui est responsable de plus de 30 % des émissions de dioxyde de carbone dans le secteur des transports. Ce plan vise à mieux coordonner le trafic ferroviaire international, simplifier et harmoniser les formalités administratives, favoriser le développement du transport intermodal, mettre en place une méthodologie commune pour calculer les émissions de CO2 et favoriser le recours aux technologies numériques.
Le 12 juillet 2023, le Parlement européen adopte à une courte majorité le projet de loi sur la restauration de la nature, qui prévoit de ramener au moins 20 % des terres et des mers dégradées du Vieux Continent à leur état d'origine d'ici à 2030. Les adversaires de ce texte ont fait voter des amendements sur la suspension de l'application de la législation si le financement n'était pas assuré et sur la possibilité de reporter les objectifs si les prix alimentaires, ceux des énergies renouvelables ou le logement social étaient impactés négativement par la loi.
Le 7 décembre 2023, le Parlement, le Conseil européen et la Commission européenne s'entendent sur un projet de loi visant à accélérer la rénovation énergétique des bâtiments. Tous les bâtiments existants devront être neutres en carbone d'ici à 2050, les nouveaux bâtiments à partir de 2030, et les bâtiments neufs occupés ou détenus par les autorités publiques, à partir de 2028. Les bâtiments résidentiels doivent réduire leur consommation énergétique d'au moins 16 % d'ici à 2030 et d'au moins 20 à 22 % d'ici à 2035. Les bâtiments non résidentiels les moins performants doivent être rénovés à raison de 16 % d'ici à 2030 et 26 % d'ici à 2033. Le texte prévoit la suppression des chaudières à combustibles fossiles (au gaz et au fioul) d'ici à 2040 et l'interdiction de les subventionner, à partir de 2025, avec des exceptions pour les bâtiments agricoles et historiques, les lieux de culte ou les maisons de vacances.

### 2024
Le 6 février 2024, la Commission européenne présente sa feuille de route visant à réduire drastiquement les émissions de gaz à effet de serre, afin de limiter autant que possible les effets négatifs du changement climatique. L'objectif proposé pour 2040 est une réduction de 90 % des émissions nettes par rapport au niveau de 1990. Il suppose la décarbonation complète du secteur de l'énergie peu après cette date, notamment grâce à l'électrification du parc immobilier et des transports, ainsi que l'élimination des combustibles fossiles, le recours accru à des énergies renouvelables et un renforcement du captage et du stockage de carbone. La tarification du carbone est « essentielle » à sa trajectoire climatique. La Commission va lancer une alliance industrielle pour renforcer les positions européennes sur le marché des petits réacteurs nucléaires modulaires.
| Date            | Qui                                           | Comment                     | Sur quoi |
| --------------- | --------------------------------------------- | --------------------------- | --- |
| 18 janvier 2024 | Conseil et négociateurs du Parlement européen | accord politique provisoire | normes en matière d'émission de CO2 pour les véhicules utilitaires lourds                                                                               |
| 29 janvier 2024 | Le Conseil                                    | deux règlements adoptés     | réduire progressivement les gaz fluorés et autres substances qui provoquent le réchauffement climatique et appauvrissent la couche d’ozone              |
| 29 janvier 2024 | Conseil et négociateurs du Parlement européen | accord politique provisoire | proposition de révision de la directive relative au traitement des eaux urbaines résiduaires                                                            |
| 2 février 2024  | Conseil et Parlement européen                 | accord provisoire           | directive sur le droit à la réparation |
| 6 février 2024  | Conseil et Parlement européen                 | accord provisoire           | règlement pour une industrie "zéro net" |
| 20 février 2024 | Conseil                                       | directive adoptée           | directive visant à donner aux consommateurs les moyens d'agir en faveur de la transition écologique                                                     |
| 4 mars 2024     | Council and the European Parliament           | provisional agreement       | proposal for a regulation on packaging and packaging waste                                                                                              |
| 12 avril 2024   | Conseil                                       | directive adoptée           | directive révisée relative aux émissions industrielles (DEI) règlement relatif à la création d'un portail sur les émissions industrielles (PEI)         |
| 12 avril 2024   | Conseil                                       | approbation formelle        | version révisée de la directive sur la performance énergétique des bâtiments                                                                            |
| 12 avril 2024   | Conseil                                       | règlement adopté            | Règlement Euro 7 |
| 24 juin 2024    | Parlement européen et du Conseil              | règlement adopté            | Règlement (UE) 2024/ du Parlement européen et du Conseil du 24 juin 2024 relatif à la restauration de la nature et modifiant le règlement (UE) 2022/869 |

### 2024-25: dixième législature
Fin 2024, lors de la dixième législature du Parlement européen, le Parti populaire européen souhaite infléchir la politique verte de la précédente législature pour lui préférer une « politique propre », accordant plus de flexibilité sur l’interdiction de facto des moteurs à combustion interne d’ici 2035, édulcorant la loi contre la déforestation, la directive sur la publication d’informations en matière de durabilité par les entreprises et la directive sur le devoir de vigilance des entreprises en matière de durabilité.
En mai 2025, l’entrée en vigueur de la loi contre la déforestation est reportée d'un an – de la fin 2024 à la fin 2025 – sous la pression de plusieurs pays dont les États-Unis. De nombreux pays européens appellent également à modifier le texte, jugeant ses objectifs trop ambitieux.
Fin mai 2025, le Conseil européen approuve la modification des objectifs de réduction des émissions de CO2 des véhicules, proposée en mars 2025 par Ursula von der Leyen et entérinée par le Parlement européen au début mai. Désormais, la conformité aux normes sera mesurée sur une moyenne glissante de trois ans, de 2025 à 2027. Un constructeur pourra donc compenser une éventuelle contre-performance une année par de meilleurs résultats l’année suivante.

## Fonds pour une transition juste
Le « Fonds pour une transition juste » sera doté de quarante milliards d'euros de subventions destinées à aider les États de l'Union les plus dépendants aux énergies fossiles à accélérer leur transition énergétique. La Commission européenne exclut de ce Fonds tous les investissements « liés à la production, à la transformation, à la distribution, au stockage ou à la combustion de combustibles fossiles » ainsi que « le démantèlement ou la construction de centrales nucléaires ». Le Conseil, où siègent les États membres, suit cette position. Mais en septembre 2020, le Parlement européen ouvre la porte au financement de projets de « distribution, stockage ou combustion du gaz naturel », dès lors qu'ils viendront remplacer des installations au charbon, et seulement dans « une quinzaine de régions fortement dépendantes au charbon pour en accélérer la sortie » (Pologne, Roumanie, Bulgarie, Tchéquie et Espagne). Les institutions européennes doivent encore s'entendre en trilogue sur un texte final.

## Nouveau Bauhaus européen
Le Nouveau Bauhaus européen ou New European Bauhaus (NEB) est un mouvement initié par la Commission européenne qui tend à réexprimer les ambitions fondamentales du mouvement Bauhaus originel pour répondre aux enjeux écologiques contemporains depuis les domaines de la création : l'art, le design, l'architecture, l'urbanisme, l'artisanat, etc. L'un de ses points fondamentaux est de retranscrire les enjeux du Pacte Vert pour l'Europe pour en faire une expérience tangible et positive.
Le NEB est annoncé dans le discours de l'état de l'Union 2020 par Ursula von der Leyen devant les membres du Parlement européen : « Je veux que NextGenerationEU donne le coup d'envoi d'une vague de rénovation européenne et fasse de notre Union un leader de l'économie circulaire. C'est pourquoi nous allons créer un nouveau Bauhaus européen, un espace de co-création où architectes, artistes, étudiants, ingénieurs et designers travailleront ensemble pour y parvenir ».

## Volet agricole et alimentaire: la stratégie «Farm to Fork»
La stratégie « Farm to Fork », encore appelée dans sa traduction française « De la ferme à la table » ou « De la ferme à la fourchette », est adoptée par la Commission européenne en mai 2020, puis par le Parlement européen en octobre 2021.
À horizon 2030, elle prévoit la réduction de moitié de l'usage des pesticides, notamment de certains pesticides susceptibles de contenir des perturbateurs endocriniens et soupçonnés d'être responsables d'une recrudescence des cas d'infertilité, de provoquer une baisse du quotient intellectuel ou des maladies neurodégénératives comme la maladie de Parkinson. Par ailleurs, elle vise une réduction de 20 % du recours aux engrais chimiques, ainsi qu'une réduction de moitié des ventes d’antibiotiques pour les animaux d’élevage. À cette date, elle prévoit d’atteindre 25 % de surfaces cultivées en agriculture biologique. Elle inclut aussi un volet concernant le bien-être animal avec la révision des directives.

### Critiques et recul de certains gouvernements et de l'UE
L’université de Wageningue, aux Pays-Bas, publie une étude d’impact financée par CropLife Europe et CropLife International (parmi les membres de CropLife International figurent la plupart des plus grandes entreprises du secteur de l'agriculture dans le monde, telles que BASF, Bayer CropScience, Dow AgroSciences, DuPont, FMC Corporation, Monsanto, Sumitomo et Syngenta) sur les résultats à attendre de la stratégie agricole « de la Ferme à la fourchette » (Farm to Fork),. Elle estime que ces objectifs entraîneraient des pertes de rendement allant jusqu’à 30 % (pour la réduction des pesticides) et 25 % (pour les objectifs de réduction de la fertilisation). Elle évalue également à 12 milliards d’euros par an la perte de valeur de la production européenne qui résulterait de l’ensemble des objectifs (réduction de l’emploi des pesticides et des engrais, développement de l’agriculture bio sur 25 % des surfaces, et retrait de 10 % des surfaces actuellement productives).
Le gouvernement de Donald Trump tente de torpiller le pacte vert européen, en ayant recours à des sociétés d'influence pour défendre ses intérêts.
En opposition à cette stratégie, le gouvernement français, en 2022, défend la nécessité de « produire plus », position en phase avec celle défendue par la Fédération nationale des syndicats d’exploitants agricoles (FNSEA) qui affirme, dans le contexte de la invasion de l'Ukraine par la Russie que « l’Union européenne (UE) doit remettre la souveraineté alimentaire en priorité absolue ».
Après les élections de 2024, la Commission et certains partis du parlements veulent infléchir de cette politique verte pour lui préférer une politique propre.

### Lettre ouverte de scientifiques
Dans une lettre ouverte du 29 mai 2024, plusieurs sociétés savantes et réseaux d’organismes de recherche européens publient une lettre ouverte pour dénoncer les reculs récents de l'Union Européenne face aux problématiques environnementales, y voyant une mise « en danger de l’avenir des citoyens de l’UE »,.

## Controverse
En janvier 2025, le nouveau commissaire au Budget, Piotr Serafin, reconnaît devant le Parlement européen que la Commission européenne a financé des ONG environnementales pour faire pression sur les eurodéputés et les États membres en faveur du Pacte vert. Les documents révélés par la commission du contrôle budgétaire montrent notamment que des contrats obligeaient les ONG à cibler des députés spécifiques pour les convaincre de soutenir les initiatives de Frans Timmermans. La député allemande Monika Hohlmeier (PPE) dénonce un système où « la Commission fait pression sur elle-même en prétendant que ce sont des actions de lobbyistes indépendants ». Le quotidien De Telegraaf rapporte que Frans Timmermans payait des ONG pour faire secrètement du lobbying en faveur de ses actions auprès de la Commission européenne. On pense qu’une partie de l’argent lui a été restituée. Selon De Telegraaf, la Commission a ainsi conclu des contrats secrets avec plusieurs organisations non gouvernementales (ONG) environnementales pour promouvoir les plans verts plus ambitieux de l'ancien commissaire européen.